# Sakamoto Days
Sakamoto Days (サカモトデイズ Sakamoto Deizu?), estilizado como SAKAMOTO DAYS, es una serie de manga escrita e ilustrada por Yuto Suzuki. Comenzó su publicación en la revista Shōnen Jump de Shūeisha el 21 de noviembre de 2020. Una adaptación de la serie de televisión de anime producida por TMS Entertainment se estrenó el 11 de enero de 2025.

## Argumento
Tarō Sakamoto era un legendario sicario, temido por todos, llegando a ganarse el estatus de leyenda en el bajo mundo. Sin embargo, un día encontró al amor de su vida, abandonó el mundo de la criminalidad, se casó, tuvo una hija y subió mucho de peso. Ahora, Sakamoto trabaja en una tienda de conveniencia llevada por su familia, viviendo una vida feliz. No obstante, el mundo de la criminalidad todavía lo persigue. Sakamoto, junto con Shin, su antiguo joven aprendiz el cual cuenta con telepatía y trabaja en la tienda, deberá luchar contra el mundo criminal para mantener su pacífica vida.

## Personajes

### Principales
- Tarō Sakamoto (坂本 太郎, Sakamoto Tarō)

 Seiyū: Tomokazu Sugita, Óscar López (español latino)
El legendario sicario, reconocido en todo el país. Un día este va a un minimercado y se enamora a primera vista de la recepcionista, ante esto, decide abandonar el mundo criminal para dedicarse a ella, años después, ambos se casan y tienen una hija, además, Sakamoto engorda muchos kilos, por lo que ahora Sakamoto lleva una vida normal como una persona común y corriente trabajando en el minimercado de él y su esposa.
Sakamoto es extremadamente habilidoso, no solo con las armas, sino también en combate cuerpo a cuerpo. Sin embargo, le prometió a su esposa que no volvería a matar a nadie otra vez luego de abandonar la criminalidad, por lo que Sakamoto solo se limita a derrotar o incapacitar a sus oponentes. Así mismo, Sakamoto es muy inteligente y tiene la habilidad de bajar de peso de manera extraordinaria con tan solo hacer un poco de ejercicio.
- Shin Asakura (朝倉 シン, Asakura Shin)

 Seiyū: Nobunaga Shimazaki, Geezuz González (español latino)
Shin es un ex-sicario que trabajaba para una Mafia, a la que pertenecía su antiguo maestro, Sakamoto. Shin es un chico con la habilidad de escuchar los pensamientos de los demás. Una vez que vuelve a ver a su antiguo maestro y ve la buena vida actual que tiene, decide rebelarse contra su Mafia por ordenarle atraerlo o atentar contra su vida, para que después, él y su antiguo maestro terminen derrotándolos y Shin abandone el mundo criminal siendo contratado en la tienda de Sakamoto.
Shin es una persona sensata e inteligente, pero a la vez puede ser algo despistado, además también se suele divertir en conflictos o peleas. Su "radar" de leer pensamientos alcanza un radio de 20 metros, y que según él, funciona de manera similar a sintonizar una radio, donde él puede elegir las personas cuyos pensamientos quiere escuchar, pero no funciona con personas que actúan antes de pensar.
- Lu Xiaotang (陸小糖, Rū Shaotan)

 Seiyū: Ayane Sakura, Irene Ponce (español latino)
Una chica perseguida por una Mafia Tríada que antiguamente vivía escapando de sus agentes y asesinos, ya que estos querían la llave que tenía que abría una habitación que daba con el tesoro de su familia. Sus padres fueron asesinados por la Mafia y un día en el que escapaba en el Barrio Chino, conoció a Sakamoto y a Shin luego de que esta arruinara las compras que ellos estaban haciendo al escapar de su persecución. Sakamoto y Shin deciden ayudar a Lu y luego de que derrotan a la Mafia Tríada, Lu empieza a trabajar en el mercado de Sakamoto junto a él y Shin.
Lu es una chica amable y carismática pero algo irresponsable y despreocupada, llegando tarde en sus días de trabajo en el minimercado. Tiene muy buenas habilidades de artes marciales y pelea sorprendentemente bien cuando se encuentra borracha.

### Secundarios
- Aoi Sakamoto (坂本 葵, Sakamoto Aoi)

 Seiyū: Nao Tōyama, Angie Villa (español latino)
Aoi es la esposa de Sakamoto, una mujer cariñosa y atenta que ama con su vida tanto a su esposo como a su hija. Debido a la confianza en su esposo, es despreocupada en situaciones peligrosas. Sin embargo, también tiene mucho carácter, estableciendo reglas en la familia, como prohibir a su esposo matar a una persona nuevamente luego de abandonar el mundo criminal hace muchos años.
- Hana Sakamoto (坂本 花, Sakamoto Hana)

 Seiyū: Hina Kino, Ali Mercado Santos (español latino)
Hija de Sakamoto, la cual es una pequeña niña. Es cariñosa con sus padres y con los amigos de estos, Sakamoto suele ser bastante sobreprotector con ella.
- Heisuke Mashimo (真霜 平助, Mashimo Heisuke)

 Seiyū: Ryōta Suzuki, Eduardo Martínez (español latino)
Un sicario que se especializa en el Francotirador. Siempre fue menospreciado por sus compañeros debido a que lo único que sabe hacer es usar el francotirador. Luego de una competencia local entre él, Shin y Sakamoto, este último lo alaba diciendo que su habilidad con el francotirador es realmente asombrosa, y se hacen amigos rápidamente. Suele ayudar mucho a los demás cuando tienen problemas.
Es muy optimista y emocional, y siempre se lo ve acompañado de un pájaro llamado Pisuke.

### Order
La Order es una federación de Sicarios, a la cual Sakamoto pertenecía antiguamente.
Yoichi Nagumo (南雲 与市 Nagumo Yōichi?)
 Seiyū: Natsuki Hanae, Diego Becerril (español latino)
Antiguo compañero de Sakamoto, es un hombre de pelo corto y negro, siempre con una expresión positiva en su rostro. Es alguien muy bromista y siempre se le ve de buen humor, pero no duda a la hora de matar en una batalla.
Es un maestro del disfraz. Su arma principal es una navaja suiza gigante con 6 hojas, las cuales tienen distinta función cada una.
- Shishiba (神々廻)

 Seiyū: Taku Yashiro
Miembro de la Order, es un hombre de pelo largo y rubio y con una expresión aburrida, tiene una cicatriz en el rostro y siempre suele llevar un traje negro.
Sakamoto lo conoce de años anteriores de su época de sicario. Suele pelear usando un martillo.
- Osaragi (大佛)

 Seiyū: Saori Hayami
Es una mujer de cabello negro y largo que siempre lleva un vestido negro con mallas. Siempre es inexpresiva y a veces su mente se desvía del tema en medio de una situación complicada. Sakamoto no la conocía puesto que ella entró cuando él salió de la Order. Pelea usando una sierra circular enorme.
- Takamura (篁)

Un anciano que lleva muchísimos años trabajando en la Order. No se le entiende cuando habla, puesto que solo murmura. Pese a su edad, tiene una habilidad excelente con la katana, capaz de cortar no solo personas si no también lugares y objetos de material resistente. Es llamado "El Fantasma de la Federación".

### Antagonistas
- X

También llamado Slur (スラー, Surā). Antiguo miembro de la Order, es un asesino misterioso cuyo objetivo es aniquilar a la Organización. Actualmente es perseguido por los miembros de esta, por lo que anda en constante escondimiento. Sus habilidades son un misterio. Sakamoto y Nagumo lo conocen de su pasado, parece que su verdadero nombre es Uzuki (有月).
- Kashima (鹿島)

Subordinado de X, es un hombre que siempre lleva puesta una máscara de Reno. Su cuerpo está prácticamente despedazado y cosido, incluso su cara. Al mismo tiempo, tiene incrustadas armas de todo tipo en su cuerpo, y puede usarlas de manera totalmente versátil.
Tiene una muy buena habilidad con la Cirugía, tanto que puede restablecer las extremidades de otros.
- Gaku (楽)

Subordinado de X. Pelea usando un Martillo de Carne gigante. Muy habilidoso, y también despreocupado, le emociona pelear contra otros y llevar las batallas al límite.

## Contenido del Manga

### Manga
Sakamoto Days está escrito e ilustrado por Yuto Suzuki. En un principio, fue publicado como un one-shot llamado SAKAMOTO (SAKAMOTO -サカモト-) en la revista Jump GIGA de Shūeisha el 16 de diciembre de 2019. El 21 de noviembre de 2020, el manga empezó su serialización en la Shōnen Jump hasta la actualidad, contando con 23 volúmenes tankōbon hasta el momento.

#### Lista de volúmenes

##### Arco del Parque de Diversiones
| Volumen 1 "El Asesino Legendario" "Densetsu no Koroshiya"(伝説の殺し屋) | ISBN                   | Publicado          |
| Volumen 1 "El Asesino Legendario" "Densetsu no Koroshiya"(伝説の殺し屋) | ISBN 978-4-08-882657-8 | 2 de abril de 2021 |
| |                        |                    |
| Contiene los capítulos: - Days 1: «El Asesino Legandario» (伝説の殺し屋 Densetsu no Koroshiya?) - Days 2: «Las Reglas de la Familia Sakamoto» (坂本家家訓 Sakamoto Kekakun?) - Days 3: «La oficial Nakase y el héroe misterioso» (ナカセ巡査と謎のヒーロー Nakase-junsa a Nazo no Hīr?) - Days 4: «¡Invasión China!» (チャイナ襲来 Chaina Shūrai!?) - Days 5: «Vs. Son Hee y Bacho» (VS ソンヒ・バチョウ Basassu Sonhi Bachō?) - Days 6: «Nagumo» (ナグモ Nagumo?) - Days 7: «¡Bienvenidos a Sugar Park!» (シュガーパークへようこそ！ Shugāpāku e Yōkoso!?) |                        |                    |

| Volumen 2 "Hard-Boiled" "Hādo Boirudo"(ハードボイルド) | ISBN                   | Publicado          |
| Volumen 2 "Hard-Boiled" "Hādo Boirudo"(ハードボイルド) | ISBN 978-4-08-882685-1 | 4 de junio de 2021 |
| |                        |                    |
| Contiene los capítulos: - Days 8: «Showtime» (ショータイム Shōtaimu?) - Days 9: «Boiled y Obiguro» (ボイルと帯黒 Boiru to Obiguro?) - Days 10: «Hard-Boiled» (ハードボイルド Hādo Boirudo?) - Days 11: «Sakamoto vs. Boiled» (坂本 VS ボイル Sakamoto Basasu Boiru?) - Days 12: «La Fuente de la Fuerza» (強さの理由 Tsuyosa no Wake?) - Days 13: «Video renta» (レンタルビデオ Rentaru Bideo?) - Days 14: «Misión sigilosa» (スニーキングミッション Sunīkingu Misshon?) - Days 15: «Iniciación» (始動 Shidou?) - Days 16: «Guerra de grandes almacenes» (デパート戦争 Depāto Sensō?) |                        |                    |

##### Arco del Laboratorio
| Volumen 3 "Mashimo Heisuke" "Mashimo Heisuke"(マシモ ヘイスケ) | ISBN                   | Publicado               |
| Volumen 3 "Mashimo Heisuke" "Mashimo Heisuke"(マシモ ヘイスケ) | ISBN 978-4-08-882763-6 | 3 de septiembre de 2021 |
| |                        |                         |
| Contiene los capítulos: - Days 17: «Mashimo Heisuke» (マシモ ヘイスケ Mashimo Heisuke?) - Days 18: «Vs. El Francotirador» (VS スナイパー Basasu Sunaipā?) - Days 19: «Pelea» (けんか Kenka?) - Days 20: «Carretera invisible» (透明高速 Tōmei Kōsoku?) - Days 21: «¡Vamos al museo!» (博物館に行こう！ Hakubutsukan ni Ikō!?) - Days 22: «Bastardo jurásico» (ジュラシック野郎 Jurashikku Yaro?) - Days 23: «Asakura y Shin» (朝倉とシン Asakura to Shin?) - Days 24: «Asesino x Ciencia» (殺し屋x科学 Koroshiya x Kagaku?) - Days 25: «Bastardo científico» (サイエンス野郎 Saiensu Yaro?) |                        |                         |

| Volumen 4 "Tranquilidad en el tren" "Shanai de wa o Shizuka ni"(車内ではお静かに) | ISBN                   | Publicado              |
| Volumen 4 "Tranquilidad en el tren" "Shanai de wa o Shizuka ni"(車内ではお静かに) | ISBN 978-4-08-882819-0 | 4 de noviembre de 2021 |
| |                        |                        |
| Contiene los capítulos: - Days 26: «Order» (ORDER Ōdā?) - Days 27: «SAKAMOTOS vs. el Laboratorio» (坂本商店 VS LABO Sakamoto-shōten Buiesu Rabo?) - Days 28: «De primera categoría» (一流 Ichiryū?) - Days 29: «Todos a bordo» (かけこみ乗車 Kakekomi Jōsha?) - Days 30: «Tranquilidad en el tren» (車内ではお静かに Shanai de wa o Shizuka ni?) - Days 31: «¿Ves?» (ほらな Hora na?) - Days 32: «Modo Baño Termale» (せんとうモード Sentō Mōdo?) - Days 33: «Sorpresa» (サプライズ Sapuraizu?) - Days 34: «Wutang» (ウータン Ūtan?) |                        |                        |

##### Arco Death Row Prisoners
| Volumen 5 "Prisioneros Condenados a Muerte" "Shikeishu"(死刑囚) | ISBN                   | Publicado          |
| Volumen 5 "Prisioneros Condenados a Muerte" "Shikeishu"(死刑囚) | ISBN 978-4-08-882879-4 | 4 de enero de 2022 |
| |                        |                    |
| Contiene los capítulos: - Days 35: «Wutang (2)» (ウータン② Ūtan 2?) - Days 36: «Wutang (3)» (ウータン③ Ūtan 3?) - Days 37: «Prisioneros Condenados a Muerte» (死刑囚 Shikeishu?) - Days 38: «No Brakes» (ノーブレーキ Nōburēki?) - Days 39: «ENCOUNT» (ENCOUNT?) - Days 40: «OVERLOAD» (OVERLOAD?) - Days 41: «Como vivir» (生き様 Ikizama?) - Days 42: «Solo postres» (ばちあたり Bachi Atari?) - Days 43: «Te amo» (すき Suki?) |                        |                    |

| Volumen 6 "Mala suerte" "Tsu itenai ne"(ツいてないね) | ISBN                   | Publicado          |
| Volumen 6 "Mala suerte" "Tsu itenai ne"(ツいてないね) | ISBN 978-4-08-883072-8 | 4 de marzo de 2022 |
| |                        |                    |
| Contiene los capítulos: - 44: «En todos los sentidos» (てんでんばらばら Tendenbarabara?) - 45: «Asalto» (強襲 Kyōshū?) - 46: «Mala suerte» (ツいてないね Tsu itenai ne?) - 47: «Yo subiré» (上へ参ります Ue e mairimasu?) - 48: «El hilo del corazón» (心の糸 Kokoro no Ito?) - 49: «Vuelta y vuelta a la torre» (ぐるぐるタワー Guruguru Tawā?) - 50: «Bicicleta» (自転車 Jitensha?) - 51: «Desfile» (パレード Parēdo?) - 52: «Danza de Rebanadas» (斬斬舞 Zan Zan Mai?) |                        |                    |

##### Arco de Examen de Entrada al JCC
| Volumen 7 "Lo Tengo" "Oyasuigoyō"(お安い御用) | ISBN                   | Publicado          |
| Volumen 7 "Lo Tengo" "Oyasuigoyō"(お安い御用) | ISBN 978-4-08-883147-3 | 3 de junio de 2022 |
| |                        |                    |
| Contiene los capítulos: - 53: «Sin Posibilidad» (無理無理 Muri Muri?) - 54: «Lo Tengo» (お安い御用 Oyasuigoyō?) - 55: «Descanso» (ブレーク Burēku?) - 56: «JCC» (ジェーシーシー Jēshīshī?) - 57: «Ten una buen pelea» (ハヴアナイスフライト Havu a Naisu Furaito?) - 58: «Novatos» (新人 Rūkī?) - 59: «Corte» (カット Katto?) - 60: «Kanaguri» (カナグリ Kanaguri?) - 61: «No se me da tan mal» (ちょっと得意なんです Zan Zan Mai?) |                        |                    |

| Volumen 8 "Examen, Fase Final" "Sanji Shiken"(三次試験) | ISBN                   | Publicado           |
| Volumen 8 "Examen, Fase Final" "Sanji Shiken"(三次試験) | ISBN 978-4-08-883191-6 | 4 de agosto de 2022 |
| |                        |                     |
| Contiene los capítulos: - Days 62: "Examen, Fase Tres" (三次試験 Sanji Shiken?) - Days 63: "Supervivencia" (サバイバル Sabaibaru?) - Days 64: "Camino" (道 Michi?) - Days 65: "Fans Mutuos" (推し被り Oshi Kaburi?) - Days 66: "Lag" (ラグ Ragu?) - Days 67: "Trabajo a Distancia" (リモートワーク Rimōto Wāku?) - Days 68: "Seguikme" (くれりゅか Kureryuka?) - Days 69: "Kaji" (カジ Kaji?) - Days 70: "Sounds vs. Gaku" (音VS楽 Oto Buiesu Gaku?) |                        |                     |

##### Arco de Incursión en el JCC
| Volumen 9 "Hard Mode" "Hādo Mōdo"(ハードモード) | ISBN                   | Publicado              |
| Volumen 9 "Hard Mode" "Hādo Mōdo"(ハードモード) | ISBN 978-4-08-883292-0 | 4 de noviembre de 2022 |
| |                        |                        |
| Contiene los capítulos: - Days 71: "Hard Mode" (ハードモード Hādo Mōdo?) - Days 72: "Tanto Tiempo" (じゃーな Jāna?) - Days 73: "Rasca y Gana Asesino" (コロレンスクラッチ Kororen Sukuratchi?) - Days 74: "Encubierto" (潜入 Sennyū?) - Days 75: "Maldito Telepata" (くそエスパー Kuso Esupā?) - Days 76: "La Misión de Cada Uno" (それぞれのミッション Sorezore no Misshon?) - Days 77: "M-A-T-A-N-D-O" (コ・ロ・シ・テ・ル Ko-ro-shi-te-ru?) - Days 78: "Expulsado" (追われた男 Owareta Otoko?) - Days 79: "Intención de Matar Invisible" (透明な殺意 Tōmeina Satsui?) |                        |                        |

| Volumen 10 "Reunión" "Saikai"(再會) | ISBN                   | Publicado            |
| Volumen 10 "Reunión" "Saikai"(再會) | ISBN 978-4-08-883429-0 | 3 de febrero de 2023 |
| |                        |                      |
| Contiene los capítulos: - Days 80: "Reunión" (再會 Saikai?) - Days 81: "Test" (テスト Tesuto?) - Days 82: "Aikido" (愛気道 Aikidō?) - Days 83: "El estilo de un Genio" (天才の流儀 Tensai no Ryūgi?) - Days 84: "Buen Olor" (いいにおい Ii Nioi?) - Days 85: "Pesadilla" (悪夢 Akumu?) - Days 86: "Estilo de Tercera Categoria" (三流の流儀 Sanryū no Ryūgi?) - Days 87: "Base de Datos" (データバンク Dētabanku?) - Days 88: "Aplauso" (ぱん Pan?) |                        |                      |

| Volumen 11 "Un Golpe" "Ippon"(一本) | ISBN                   | Publicado          |
| Volumen 11 "Un Golpe" "Ippon"(一本) | ISBN 978-4-08-883449-8 | 4 de abril de 2023 |
| |                        |                    |
| Contiene los capítulos: - Days 89: "Sensei" (先生 Sensei?) - Days 90: "Sensei, Parte 2" (先生② Sensei 2?) - Days 91: "Kanaguri Vs. Sakamoto" (京VS坂本 Kanaguri Buiesu Sakamoto?) - Days 92: "Trato" (取引 Torihiki?) - Days 93: "Compenetración" (ラポール Rapōru?) - Days 94: "Perverso" (ひねくれもの Hinekuremono?) - Days 95: "Amane" (周 Amane?) - Days 96: "Saludable" (ヘルシー Herushī?) - Days 97: "Un Golpe" (一本 Ippon?) |                        |                    |

| Volumen 12 "Rollo de Película" "Kurankuin"(クランクイン) | ISBN                   | Publicado          |
| Volumen 12 "Rollo de Película" "Kurankuin"(クランクイン) | ISBN 978-4-08-883555-6 | 2 de junio de 2023 |
| |                        |                    |
| Contiene los capítulos: - Days 98: "Tora Tora" (とらとら Tora Tora?) - Days 99: "Aquel Dia" (あの日 Ano hi?) - Days 100: "Raiden" (雷電 Raiden?) - Days 101: "Maniobra Secreta" (暗躍 Anyaku?) - Days 102: "Telón Final" (終幕 Shūmaku?) - Days 103: "Rollo de Película" (クランクイン Kuranku In?) - Days 104: "Inconformidad" (違和感 Iwakan?) - Days 105: "La Tarea de Cada Uno" (それぞれの目的 Sorezore no Mokuteki?) - Days 106: "Razón" (理由 Riyū?) |                        |                    |

##### Arco del Pasado de Taro Sakamoto
| Volumen 13 "Reminiscencia" "Tsuioku"(追憶) | ISBN                   | Publicado               |
| Volumen 13 "Reminiscencia" "Tsuioku"(追憶) | ISBN 978-4-08-883633-1 | 4 de septiembre de 2023 |
| |                        |                         |
| Contiene los capítulos: - Days 107: "Reminiscencia" (追憶 Tsuioku?) - Days 108: "Tienda Departamental Asesina" (殺し屋デパート Koroshi-ya Depāto?) - Days 109: "Kindaka" (キンダカ Kindaka?) - Days 110: "Mision" - Days 111: "Misión de Escolta" (護衛任務 Goei Ninmu?) - Days 112: "Mini Misión" (プチミッション Puchi Misshon?) - Days 113: "Persecución en Coche" (カーチェイス Kācheisu?) - Days 114: "El Objetivo de Cada Uno" (それぞれの任務 Sorezore no Ninmu?) - Days 115: "La buena voluntad de un Hombre" (徳を積む男 Tokuwotsumu Otoko?) |                        |                         |

| Volumen 14 "Datos Extraños" "Oyasuigoyō"(Kimyōna Konseki) | ISBN                   | Publicado              |
| Volumen 14 "Datos Extraños" "Oyasuigoyō"(Kimyōna Konseki) | ISBN 978-4-08-883692-8 | 2 de noviembre de 2023 |
| |                        |                        |
| Contiene los capítulos: - Days 116: "Amigos" (ダチ Dachi?) - Days 117: "Matando Sin Moverse" (動かず殺せ! Ugokazu Korose!?) - Days 118: "Fuerza" (強さ Tsuyo-sa?) - Days 119: "Despedida" (別れ Wakare?) - Days 120: "Final" (終局 Shūkyoku?) - Days 121: "Datos Extraños" (奇妙な痕跡 Kimyōna Konseki?) - Days 122: "Mal Presentimiento" (胸騒ぎ Munasawagi?) - Days 123: "Un Tiro" (一発 Ippatsu?) - Days 124: "Kumanomi" (熊埜御 Kumanomi?) |                        |                        |

##### Arco de Bangkok
| Volumen 15 "La Exhibición de Asesinos del Siglo" "Seiki no Koroshiya-ten"(世紀の殺し屋展) | ISBN                   | Publicado          |
| Volumen 15 "La Exhibición de Asesinos del Siglo" "Seiki no Koroshiya-ten"(世紀の殺し屋展) | ISBN 978-4-08-883793-2 | 4 de enero de 2024 |
| |                        |                    |
| Contiene los capítulos: - Days 125: "Mi Turno" (俺の番 Ore no Ban?) - Days 126: "Te Matare Mas Tarde" (後で殺す Atode Korosu?) - Days 127: "Nos Vemos" (あばよ Abayo?) - Days 128: "Convergencia" (収束 Shūsoku?) - Days 129: "Reunión" (再開 Saikai?) - Days 130: "Reunión, Parte 2" (再開 Saikai?) - Days 131: "Finalización del Trato" (取引成立 Torihiki Seiritsu?) - Days 132: "La Exhibición de Asesinos del Siglo" (世紀の殺し屋展 Seiki no Koroshiya-ten?) - Days 133: "Cebo" (餌 Esa?) |                        |                    |

##### Arco de La Exhibición de Asesinos del Siglo
| Volumen 16 "Encuentro" "Kaigō"(邂逅) | ISBN                   | Publicado          |
| Volumen 16 "Encuentro" "Kaigō"(邂逅) | ISBN 978-4-08-883878-6 | 4 de abril de 2024 |
| |                        |                    |
| Contiene los capítulos: - Days 134: "The End" - Days 135: "Kamihate" (上終 Kamihate?) - Days 136: "Kamihate, Parte 2" (上終② Kamihate 2?) - Days 137: "Confianza" (信頼 Shinrai?) - Days 138: "Delivery" (デリバリー Deribarī?) - Days 139: "Excepcional" (格別 Kakubetsu?) - Days 140: "La Tarea de Cada Uno" (それぞれの目的 Sorezore no Mokuteki?) - Days 141: "Encuentro" (邂逅 Kaigō?) - Days 142: "El Objetivo de X" (Xの狙い X no Nerai?) |                        |                    |

| Volumen 17 "Entrada" "Entorī"(エントリー) | ISBN                   | Publicado          |
| Volumen 17 "Entrada" "Entorī"(エントリー) | ISBN 978-4-08-884120-5 | 4 de junio de 2024 |
| |                        |                    |
| Contiene los capítulos: - Days 143: "Entrada" (エントリー Entorī?) - Days 144: "Kaiju" (かいじゅう Kaijū?) - Days 145: "Crujido" (カチカチ Kachikachi?) - Days 146: "Fantasma" (おばけ Obake?) - Days 147: "Escandalo" (大騒ぎ Ōsawagi?) - Days 148: "Actividad de Fans" (推し活 Oshikatsu?) - Days 149: "Saliente" (凸 Totsu?) - Days 150: "Bullies" (いじめっ子 Ijimekko?) - Days 151: "Nagumo vs. Gaku" (南雲VS楽 Nagumo VS Gaku?) |                        |                    |

| Volumen 18 "Melee" "Konsen"(混戦) | ISBN                   | Publicado           |
| Volumen 18 "Melee" "Konsen"(混戦) | ISBN 978-4-08-884131-1 | 2 de agosto de 2024 |
| |                        |                     |
| Contiene los capítulos: - Days 152: "RTA" (アールティーエー Ārutīē?) - Days 153: "Lo Necesario Para Matar" (殺ころしに必ひつ要ようなもの Koroshi ni Hitsuyōnamono?) - Days 154: "Maniatico" (狂敵 Kyōteki?) - Days 155: "Melee" (混戦 Konsen?) - Days 156: "Sportsman" (スポーツマン Supōtsuman?) - Days 157: "Sportsmanship" (スポーツマンシップ Supōtsumanshippu?) - Days 158: "Super Sumo" (超相撲 Chō Sumō?) - Days 159: "El Ultimo Ataque" (最後の一撃 Saigo no Ichigeki?) - Days 160: "Igual que mi Maestro" (師匠ゆずり Shishō Yuzuri?) |                        |                     |

| Volumen 19 "Tiburon" "Same"(サメ) | ISBN                   | Publicado              |
| Volumen 19 "Tiburon" "Same"(サメ) | ISBN 978-4-08-884250-9 | 1 de noviembre de 2024 |
| |                        |                        |
| Contiene los capítulos: - Days 161: "Tiburon" (サメ Same?) - Days 162: "Caras Conocidas" (懐かしの面子 Natsukashi no Mentsu?) - Days 163: "Mala Suerte" (厄 Yaku?) - Days 164: "Takamura" (篁 Takamura?) - Days 165: "Accesibilidad" (バリアフリー Baria Furī?) - Days 166: "Lunático Falso" (偽狂者 Gikyō-sha?) - Days 167: "Mirando al Abismo" (深淵を覗く Shin'en o Nozoku?) - Days 168: "Cerrado" (閉館 Heikan?) - Days 169: "Nueva Misión" (新たなミッション Aratana Misshon?) |                        |                        |

##### Arco de la Prisión Satsuren
| Volumen 20 "Paradero" "Ibasho"(居場所) | ISBN                   | Publicado          |
| Volumen 20 "Paradero" "Ibasho"(居場所) | ISBN 978-4-08-884389-6 | 4 de enero de 2025 |
| |                        |                    |
| Contiene los capítulos: - Days 170: "Cake" (ケーキ Kēki?) - Days 171: "Paradero" (居場所 Ibasho?) - Days 172: "Espejismo" (蜃気楼 Shinkirō?) - Days 173: "Escape" (逃避行 Tōhikō?) - Days 174: "Cierto Asesino muy Habil" (ある腕の立つ殺し屋 Aru ude no Tatsu Koroshiya?) - Days 175: "Negocio" (業 Gō?) - Days 176: "Despertar" (醒める Sameru?) - Days 177: "Kindaka" (キンダカ Kindaka?) - Days 178: "Medios y fin" (手段と目的 Shudan to Mokuteki?) - Days 179: "Torres" (トーレス Tōresu?) - Days 180: "Conozco a alguien" (心当たり Kokoroatari?) |                        |                    |

| Volumen 21 "La predicción de hoy" "Kyō no Unsei"(今日の運勢) | ISBN                   | Publicado          |
| Volumen 21 "La predicción de hoy" "Kyō no Unsei"(今日の運勢) | ISBN 978-4-08-884409-1 | 4 de marzo de 2025 |
| |                        |                    |
| Contiene los capítulos: - Days 181: "Fiesta de bienvenida" (親睦会 Shinboku-kai?) - Days 182: "Un día pacífico" (平和な一日 Heiwana Ichi-nichi?) - Days 183: "Jo grilletes" (枷錠 Kase Jō?) - Days 184: "Ya os lo dije" (ほらね… Hora ne…?) - Days 185: "Cazador" (狩人 Kariudo?) - Days 186: "La predicción de hoy" (今日の運勢 Kyō no Unsei?) - Days 187: "Todo o nada" (イチかバチか… Ichi ka Bachi ka…?) - Days 188: "Aquí y ahora" (いまここで Ima Koko de?) - Days 189: "Muy mala suerte" (大凶 Daikyō?) - Days 190: "1 entre 10 elevado a 40.000" (10の4万乗分の1 10 no 4 Man-jō-bun no 1?) |                        |                    |

| Volumen 22 "Tenkyū vs. Shin" "Tenkyū VS Shin"(天弓VSシン) | ISBN                   | Publicado          |
| Volumen 22 "Tenkyū vs. Shin" "Tenkyū VS Shin"(天弓VSシン) | ISBN 978-4-08-884554-8 | 4 de junio de 2025 |
| |                        |                    |
| Contiene los capítulos: - Days 191: "El fin de la buena suerte" (運のツキ Un no Tsuki?) - Days 192: "Honestidad" (本音 Hon'ne?) - Days 193: "Tenkyu vs. Shin" (天弓VSシン Tenkyū VS Shin?) - Days 194: "Taquipsiquia" (タキサイキア Takisaikia?) - Days 195: "Ya lo sé" (知ってる Shitteru?) - Days 196: "Encuentro" (出会い Deai?) - Days 197: "Cinturón de seguridad" (シートベルト Shīto Beruto?) - Days 198: "Útil" (便利なやつ Benrina Yatsu?) - Days 199: "Ikari" (イカリ Ikari?) |                        |                    |

| Volumen 23 "La Nueva Federación" "Shinsei Satsuren"(新生殺連) | ISBN                   | Publicado           |
| Volumen 23 "La Nueva Federación" "Shinsei Satsuren"(新生殺連) | ISBN 978-4-08-884608-8 | 4 de agosto de 2025 |
| |                        |                     |
| Contiene los capítulos: - Days 200: "La Hora del Burbujeo" (ブクブクアワー Bukubukuawā?) - Days 201: "Demasiado tarde" (遅ぇよ Oso~eyo?) - Days 202: "La última oportunidad" (ラストチャンス Rasuto Chansu?) - Days 203: "Resurgimiento" (復活 Fukkatsu?) - Days 204: "Revolución y sucesión" (革命と継承 Kakumei to Keishō?) - Days 205. "Tres disparos por la revolución" (3発の革命 3-Patsu no Kakumei?) - Days 206. "Límite infranqueable" (不可侵領域 Fukashin Ryōiki?) - Days 207. "La Nueva Federación" (新生殺連 Shinsei Satsuren?) - Days 208. "Cadena" (連鎖 Rensa?) |                        |                     |

| Volumen 24 | ISBN                   | Publicado            |
| Volumen 24 | ISBN 978-4-08-884692-7 | 3 de octobre de 2025 |
|            |                        |                      |

#### Capítulos que aún no están en formatotankōbon
- Days 209. "Un mundo ideal" (理想の世界 Risō no Sekai?)
- Days 210. "Asesinato tras asesinato" (殺意と殺意 Satsui to Satsui?)
- Days 211. "¡Peligro de electrocución!" (感電注意 Kanden Chūi?)
- Days 212. "La misión de Shin" (シンの作戦 Shin no Sakusen?)
- Days 213. "Resistencia" (レジスタンス Rejisutansu?)
- Days 214. "Se ha perdido un niño" (迷子のお知らせ Maigo no Oshirase?)
- Days 215. "Un montón de cadáveres" (死屍累々 Shishiruirui?)
- Days 216. "Túnel" (トンネル Ton'neru?)
- Days 217. "Yo voy primero" (まずは俺から Mazuwa ore Kara?)
- Days 218. "No te hagas el chulo" (カッコつけんな Kakko Tsuken na?)
- Days 219. "Impostor" (偽物 Nisemono?)
- Days 220. "Voy a salvarte sea como sea" (絶対助ける Zettai Tasukeru?)
- Days 221. "Proteger" (守る Mamoru?)
- Days 222. "Estallido de guerra" (開戦 Kaisen?)
- Days 223. "Arrogancia" (自惚れ Unubore?)
- Days 224. "Escolta" (護送 Gosō?)
- Days 225. "Lo que quiero proteger" (守りたいもの Mamoritai Mono?)

### Anime
En mayo de 2024, se anunció que la serie recibiría una adaptación televisiva de anime producida por TMS Entertainment. La serie está dirigida por Masaki Watanabe, con guiones de Taku Kishimoto y diseños de personajes de Yō Moriyama. Se estrenó el 11 de enero de 2025 en TV Tokyo. Se emitirá en dos cursos divididos, y la segunda parte se estrenó el 15 de julio de 2025. El tema de apertura es «Hashire Sakamoto» (走れSAKAMOTO?), interpretado por Vaundy. Netflix obtuvo la licencia mundial de la serie.
El 11 de enero de 2025, la serie tuvo un doblaje tanto en español latino, el cual fue estrenado por Netflix.